# The Infinity Project
The Infinity Project – brytyjski zespół muzyczny grający muzykę goa trance, w dużym stopniu odpowiedzialny za wprowadzenie gatunku trance na londyńską scenę muzyczną. W skład zespołu wchodzili: Raja Ram, Graham Wood i Anjee Sian. Z projektem współpracowali także: Simon Posford, Martin Freeland (Man With No Name) i Nick Barber (Doof). Zespół został w późniejszym czasie przekształcony w wytwórnię płytową TIP Records.

## Dyskografia
- Feeling weird – TIP Records (1995)
- Mystical Experiences – Blue Room (1995)
- The Mystery of the Yeti / Mystical Experiences (reedycja) – TIP World (2004)